# Acrobyla eylandti
Acrobyla eylandti is een vlinder van de familie van de uilen (Noctuidae). De wetenschappelijke naam van deze soort is voor het eerst voorgesteld als Acontia eylandti door Hugo Theodor Christoph in een publicatie uit 1884.
De soort komt voor in Turkmenistan.